# Lijadu Sisters
Lijadu Sisters (ou The Lijadu Sisters) est un groupe de musique nigérian constitué des deux sœurs jumelles Taiwo et Kehinde Lijadu.  
Leur style mêle disco, jazz, funk et reggae aux rythmes yoruba et à l'afrobeat.  

## Biographie
Nées à Jos, la capitale de l'État de Plateau, au centre du Nigeria le 22 octobre 1948, Taiwo et Kehinde Lijadu grandissent à Ibadan, capitale et principale ville de l'État d'Oyo, au sud ouest du pays,.
Elles sortent quatre albums dans les années 1970 où se mêlent disco, jazz, funk et reggae aux rythmes Yoruba et à l'afrobeat et incarnent la minuscule scène féminine nigériane,. Elles sont comparées au groupe américain The Pointer Sisters depuis la parution d'une critique du New York Times en 1988.
Comme dans les textes de leur cousin Fela Kuti, la politique occupe une grande part dans leurs morceaux chantés en anglais, yoruba et ibo.
Kehinde Lijadu meurt le 9 novembre 2019 à l'âge de 71 ans, des suites d'un cancer dans l'appartement qu'elles partagent dans le quartier de Harlem à New York.